# ISO 3166-2:RU
ISO 3166-2:RU es la entrada para Rusia en ISO 3166-2, parte de los códigos de normalización ISO 3166 publicados por la Organización Internacional de Normalización (ISO), que define los códigos para los nombres de las principales subdivisiones (p.ej., provincias o estados) de todos los países codificados en ISO 3166-1.ISO 3166-2:RU carece de códigos para la República de Crimea , administrada por Rusia, al igual que la Ciudad Federal de Sebastopol, reconocidas internacionalmente como parte de Ucrania y sí tienen códigos en la entrada de Ucrania en ISO 3166-2.
En la actualidad, para Rusia los códigos ISO 3166-2 se definen para los siguientes sujetos federales:
- 21 repúblicas
- 9 territorios administrativos
- 46 regiones administrativas
- 2 ciudades autónomas
- 1 región autónoma
- 4 distritos autónomos

Cada código consta de dos partes, separadas por un guion. La primera parte es RU, el código ISO 3166-1 alfa-2 para  Rusia. La segunda parte tiene, según el caso:
- dos letras: repúblicas
- tres letras: las demás subdivisiones

## Códigos actuales
Los nombres de las subdivisiones se ordenan según el estándar ISO 3166-2 publicado por la Agencia de Mantenimiento ISO 3166 (ISO 3166/MA).
Pulsa sobre el botón en la cabecera para ordenar cada columna.
| Código | Nombre de la subdivisión (ru)                                                                         | Nombre de la subdivisión (ru)                                                                         | Categoría de la subdivisión |
| Código | (BGN/PCGN 1947)                                                                                       | (GOST 1983 = UN V/18 1987)                                                                            | Categoría de la subdivisión |
| ------ | --- | --- | --------------------------- |
| RU-AMU | Amurskaya oblast'                                                                                     | Amurskaja oblast'                                                                                     | región administrativa       |
| RU-ARK | Arkhangel'skaya oblast'                                                                               | Arhangel'skaja oblast'                                                                                | región administrativa       |
| RU-AST | Astrakhanskaya oblast'                                                                                | Astrahanskaja oblast'                                                                                 | región administrativa       |
| RU-BEL | Belgorodskaya oblast'                                                                                 | Belgorodskaja oblast'                                                                                 | región administrativa       |
| RU-BRY | Bryanskaya oblast'                                                                                    | Brjanskaja oblast'                                                                                    | región administrativa       |
| RU-CHE | Chelyabinskaya oblast'                                                                                | Čeljabinskaja oblast'                                                                                 | región administrativa       |
| RU-IRK | Irkutskaya oblast'                                                                                    | Irkutskaja oblast'                                                                                    | región administrativa       |
| RU-IVA | Ivanovskaya oblast'                                                                                   | Ivanovskaja oblast'                                                                                   | región administrativa       |
| RU-KGD | Kaliningradskaya oblast'                                                                              | Kaliningradskaja oblast'                                                                              | región administrativa       |
| RU-KLU | Kaluzhskaya oblast'                                                                                   | Kalužskaja oblast'                                                                                    | región administrativa       |
| RU-KEM | Kemerovskaya oblast'                                                                                  | Kemerovskaja oblast'                                                                                  | región administrativa       |
| RU-KIR | Kirovskaya oblast'                                                                                    | Kirovskaja oblast'                                                                                    | región administrativa       |
| RU-KOS | Kostromskaya oblast'                                                                                  | Kostromskaja oblast'                                                                                  | región administrativa       |
| RU-KGN | Kurganskaya oblast'                                                                                   | Kurganskaja oblast'                                                                                   | región administrativa       |
| RU-KRS | Kurskaya oblast'                                                                                      | Kurskaja oblast'                                                                                      | región administrativa       |
| RU-LEN | Leningradskaya oblast'                                                                                | Leningradskaja oblast'                                                                                | región administrativa       |
| RU-LIP | Lipetskaya oblast'                                                                                    | Lipeckaja oblast'                                                                                     | región administrativa       |
| RU-MAG | Magadanskaya oblast'                                                                                  | Magadanskaja oblast'                                                                                  | región administrativa       |
| RU-MOS | Moskovskaya oblast'                                                                                   | Moskovskaja oblast'                                                                                   | región administrativa       |
| RU-MUR | Murmanskaya oblast'                                                                                   | Murmanskaja oblast'                                                                                   | región administrativa       |
| RU-NIZ | Nizhegorodskaya oblast'                                                                               | Nižegorodskaja oblast'                                                                                | región administrativa       |
| RU-NGR | Novgorodskaya oblast'                                                                                 | Novgorodskaja oblast'                                                                                 | región administrativa       |
| RU-NVS | Novosibirskaya oblast'                                                                                | Novosibirskaja oblast'                                                                                | región administrativa       |
| RU-OMS | Omskaya oblast'                                                                                       | Omskaja oblast'                                                                                       | región administrativa       |
| RU-ORE | Orenburgskaya oblast'                                                                                 | Orenburgskaja oblast'                                                                                 | región administrativa       |
| RU-ORL | Orlovskaya oblast'                                                                                    | Orlovskaja oblast'                                                                                    | región administrativa       |
| RU-PNZ | Penzenskaya oblast'                                                                                   | Penzenskaja oblast'                                                                                   | región administrativa       |
| RU-PSK | Pskovskaya oblast'                                                                                    | Pskovskaja oblast'                                                                                    | región administrativa       |
| RU-ROS | Rostovskaya oblast'                                                                                   | Rostovskaja oblast'                                                                                   | región administrativa       |
| RU-RYA | Ryazanskaya oblast'                                                                                   | Rjazanskaja oblast'                                                                                   | región administrativa       |
| RU-SAK | Sakhalinskaya oblast'                                                                                 | Sahalinskaja oblast'                                                                                  | región administrativa       |
| RU-SAM | Samarskaya oblast'                                                                                    | Samarskaja oblast'                                                                                    | región administrativa       |
| RU-SAR | Saratovskaya oblast'                                                                                  | Saratovskaja oblast'                                                                                  | región administrativa       |
| RU-SMO | Smolenskaya oblast'                                                                                   | Smolenskaja oblast'                                                                                   | región administrativa       |
| RU-SVE | Sverdlovskaya oblast'                                                                                 | Sverdlovskaja oblast'                                                                                 | región administrativa       |
| RU-TAM | Tambovskaya oblast'                                                                                   | Tambovskaja oblast'                                                                                   | región administrativa       |
| RU-TOM | Tomskaya oblast'                                                                                      | Tomskaja oblast'                                                                                      | región administrativa       |
| RU-TUL | Tul'skaya oblast'                                                                                     | Tul'skaja oblast'                                                                                     | región administrativa       |
| RU-TVE | Tverskaya oblast'                                                                                     | Tverskaja oblast'                                                                                     | región administrativa       |
| RU-TYU | Tyumenskaya oblast'                                                                                   | Tjumenskaja oblast'                                                                                   | región administrativa       |
| RU-ULY | Ul'yanovskaya oblast'                                                                                 | Ul'janovskaja oblast'                                                                                 | región administrativa       |
| RU-VLA | Vladimirskaya oblast'                                                                                 | Vladimirskaja oblast'                                                                                 | región administrativa       |
| RU-VGG | Volgogradskaya oblast'                                                                                | Volgogradskaja oblast'                                                                                | región administrativa       |
| RU-VLG | Vologodskaya oblast'                                                                                  | Vologodskaja oblast'                                                                                  | región administrativa       |
| RU-VOR | Voronezhskaya oblast'                                                                                 | Voronežskaja oblast'                                                                                  | región administrativa       |
| RU-YAR | Yaroslavskaya oblast'                                                                                 | Jaroslavskaja oblast'                                                                                 | región administrativa       |
| RU-ALT | Altayskiy kray                                                                                        | Altajskij kraj                                                                                        | territorio administrativo   |
| RU-KAM | Kamchatskiy kray                                                                                      | Kamčatskij kraj                                                                                       | territorio administrativo   |
| RU-KHA | Khabarovskiy kray                                                                                     | Habarovskij kraj                                                                                      | territorio administrativo   |
| RU-KDA | Krasnodarskiy kray                                                                                    | Krasnodarskij kraj                                                                                    | territorio administrativo   |
| RU-KYA | Krasnoyarskiy kray                                                                                    | Krasnojarskij kraj                                                                                    | territorio administrativo   |
| RU-PER | Permskiy kray                                                                                         | Permskij kraj                                                                                         | territorio administrativo   |
| RU-PRI | Primorskiy kray                                                                                       | Primorskij kraj                                                                                       | territorio administrativo   |
| RU-STA | Stavropol'skiy kray                                                                                   | Stavropol'skij kraj                                                                                   | territorio administrativo   |
| RU-ZAB | Zabaykal'skiy kray                                                                                    | Zabajkal'skij kraj                                                                                    | territorio administrativo   |
| RU-MOW | Moskva                                                                                                | Moskva                                                                                                | ciudad autónoma             |
| RU-SPE | Sankt-Peterburg                                                                                       | Sankt-Peterburg                                                                                       | ciudad autónoma             |
| RU-CHU | Chukotskiy avtonomnyy okrug                                                                           | Čukotskij avtonomnyj okrug                                                                            | distrito autónomo           |
| RU-KHM | Khanty-Mansiyskiy avtonomnyy okrug (la variante local es Yugra)                                       | Hanty-Mansijskij avtonomnyj okrug (la variante local es Jugra)                                        | distrito autónomo           |
| RU-NEN | Nenetskiy avtonomnyy okrug                                                                            | Neneckij avtonomnyj okrug                                                                             | distrito autónomo           |
| RU-YAN | Yamalo-Nenetskiy avtonomnyy okrug                                                                     | Jamalo-Neneckij avtonomnyj okrug                                                                      | distrito autónomo           |
| RU-YEV | Yevreyskaya avtonomnaya oblast'                                                                       | Evrejskaja avtonomnaja oblast'                                                                        | región autónoma             |
| RU-AD  | Adygeya, Respublika                                                                                   | Adygeja, Respublika                                                                                   | república                   |
| RU-AL  | Altay, Respublika                                                                                     | Altaj, Respublika                                                                                     | república                   |
| RU-BA  | Bashkortostan, Respublika                                                                             | Baškortostan, Respublika                                                                              | república                   |
| RU-BU  | Buryatiya, Respublika                                                                                 | Burjatija, Respublika                                                                                 | república                   |
| RU-CE  | Chechenskaya Respublika                                                                               | Čečenskaja Respublika                                                                                 | república                   |
| RU-CU  | Chuvashskaya Respublika                                                                               | Čuvašskaja Respublika                                                                                 | república                   |
| RU-DA  | Dagestan, Respublika                                                                                  | Dagestan, Respublika                                                                                  | república                   |
| RU-IN  | Ingushetiya, Respublika                                                                               | Ingušetija, Respublika                                                                                | república                   |
| RU-KB  | Kabardino-Balkarskaya Respublika                                                                      | Kabardino-Balkarskaja Respublika                                                                      | república                   |
| RU-KL  | Kalmykiya, Respublika                                                                                 | Kalmykija, Respublika                                                                                 | república                   |
| RU-KC  | Karachayevo-Cherkesskaya Respublika                                                                   | Karačaevo-Čerkesskaja Respublika                                                                      | república                   |
| RU-KR  | Kareliya, Respublika                                                                                  | Karelija, Respublika                                                                                  | república                   |
| RU-KK  | Khakasiya, Respublika                                                                                 | Hakasija, Respublika                                                                                  | república                   |
| RU-KO  | Komi, Respublika                                                                                      | Komi, Respublika                                                                                      | república                   |
| RU-ME  | Mariy El, Respublika                                                                                  | Marij Èl, Respublika                                                                                  | república                   |
| RU-MO  | Mordoviya, Respublika                                                                                 | Mordovija, Respublika                                                                                 | república                   |
| RU-SA  | Saha, Respublika (la variante local es Jakutija)                                                      | Sakha, Respublika (la variante local es Yakutiya)                                                     | república                   |
| RU-SE  | Severnaya Osetiya, Respublika (la variante local es Alaniya [Respublika Severnaya Osetiya – Alaniya]) | Severnaja Osetija, Respublika (la variante local es Alanija [Respublika Severnaja Osetija – Alanija]) | república                   |
| RU-TA  | Tartaristán                                                                                           | Tatarstan, Respublika                                                                                 | república                   |
| RU-TY  | Tyva, Respublika (la variante local es Tuva)                                                          | Tyva, Respublika (la variante local es Tuva)                                                          | república                   |
| RU-UD  | Udmurtskaya Respublika                                                                                | Udmurtskaja Respublika                                                                                | república                   |

## Cambios
Los siguientes cambios de entradas han sido anunciados en los boletines de noticias emitidos por el ISO 3166/MA desde la primera publicación del ISO 3166-2 en 1998, cesando esta actividad informativa en 2013.
| Informe                       | Fecha de emisión | Descripción del cambio reportado | Cambio de còdigo o subdivisión |
| ----------------------------- | ---------------- | --- | --- |
| Newsletter I-1                | 21/6/2000        | Se introducen formas alternativs de nombres para 2 repúblicas. Corrección de error ortográfico en el nombre de 1 distrito autónomo                                  | |
| Newsletter I-7                | 13/9/2005        | Se añaden los nombres en idioma local al título Khanty-Mansiyskiy avtonomnyy okrug. Se actualiza la fuente de lista                                                 | |
| Newsletter I-8                | 17/4/2007        | Se modifica la estructura administrativa | Subdivisiones añadidas:RU-PER Permskiy kray Subdivisiones borradas: RU-PER Permskaya oblast' RU-KOP Komi-Permyatskiy avtonomnyy okrug                                                                        |
| Newsletter I-9                | 28/11/2007       | Se ponen al día y se usan las formas largas de los nombres de los países dados en Draft NL I-8 538, 22-02-2007 y formación de Permskiy kray por aglomeración urbana | Subdivisiones añadidas:RU-KAM Kamchatskiy kray Subdivisiones borradas: RU-KAM Kamchatskaya oblast' RU-EVE Evenkiyskiy avtonomnyy okrug RU-KOR Koryakskiy avtonomnyy okrug RU-TAY Taymyrskiy avtonomnyy okrug |
| Newsletter II-2               | 30/6/2010        | Se actualizan la estructura administrativa y la fuente de lista | Subdivisiones añadidas:RU-ZAB Zabaykal'skiy kray Subdivisiones borradas: RU-CHI Chitinskaya oblast' RU-AGB Aginskiy Buryatskiy avtonomnyy okrug RU-UOB Ust'-Ordynskiy Buryatskiy avtonomnyy okrug            |
| Plataforma en línea de la ISO | 26/11/2018       | Corrección de la etiqueta del sistema de romanización | |